# Christian Delle Stelle
Christian Delle Stelle (Cuggiono, província de Milà, 4 de febrer de 1989) és un ciclista italià, professional des del 2012.

## Palmarès
- 2009
  - 1r al Giro del Medio Brenta i vencedor de 2 etapes
- 2011
  - 1r a la Milà-Busseto
  - 1r al Gran Premi Somma
- 2014
  - 1r al Gran Premi d'Izola
  - 1r al Trofeu Franco Balestra
  - Vencedor d'una etapa a la Volta a Eslovàquia